# Fernando Toranzo Fernández

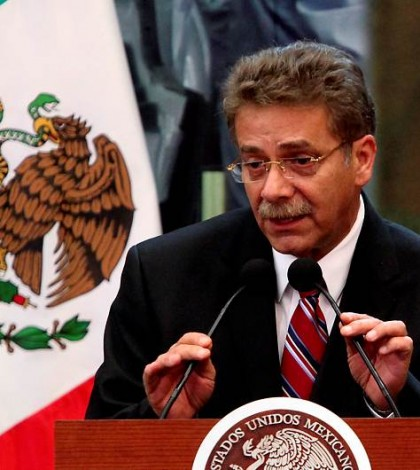
Fernando Toranzo Fernández

Fernando Toranzo Fernández (Venado, 12 september 1950) is een Mexicaans medicus en politicus van de Institutioneel Revolutionaire Partij (PRI). Sinds 2009 is hij gouverneur van San Luis Potosí.
Toranzo is afgestudeerd als chirurg aan de Autonome Universiteit van San Luis Potosí (UASLP). Van 1981 tot 1997 was hij directeur van het ziekenhuis van Ciudad Valles. Van 1997 tot 2000 en van 2003 tot 2008 was hij minister van gezondheid van San Luis Potosí.
Op 5 juli 2009 won hij met een krappe marge de gouverneursverkiezingen van San Luis Potosí; hij versloeg Alejandro Zapata Perogordo.